# George Warrington's Escape
George Warrington's Escape è un cortometraggio muto del 1911 diretto da Hobart Bosworth che, oltre a ricoprire il ruolo principale nel film, ne firma la sceneggiatura basata su The Virginians di William Makepeace Thackeray. Prodotto dalla Selig Polyscope Company, il film aveva come interpreti, oltre a Bosworth, Roy Watson, Bessie Eyton, Viola Barry, Jack Conway, Eugenie Besserer, J. B. Sherry.

## Produzione
Il film fu prodotto dalla Selig Polyscope Company.

## Distribuzione
Distribuito dalla General Film Company, il film - un cortometraggio di una bobina - uscì nelle sale cinematografiche statunitensi il 14 dicembre 1911.